# راهکنش
راهکُنِش (به انگلیسی: Tactic) به معنی شیوه‌ی به کاربردن ابزار و نیروها در میدان نبرد یا رقابت برای رسیدن به اهداف مشخص شده‌است. امروزه این واژه معانی گوناگونی پیدا کرده‌است که آرایش برای رزم یا رزم‌آرایی، روش جنگیدن و نبرد از آن جمله است.

## ریشه‌یابی
راهکنش واژه‌ای است که به‌طور رسمی از سال ۱۷۶۶ میلادی کاربرد آن در ادبیات نظامی غرب آغاز شده‌است. فرهنگ انگلیسی آکسفورد (OED) این واژه را از واژهٔ لاتینِ tactica و همین‌طور از واژهٔ یونانیِ tactike و tactikos به معنی نظم و سامان و نیز دارای نظم و ترتیب مشخص مشتق می‌داند. 
بر اساس منبعی غیرتخصصی، ریشهٔ اصلی واژهٔ «تاکتیک»، واژهٔ «تک‌تاخت»، «تک توختن» و «تک‌توزی» در زبان پهلوی ذکر شده. این واژه سپس از طریق ایران به فرهنگ یونانی و رومی (تاکتیکوس) و از آنجا به فرهنگ غرب و اروپا و ادبیات مرسوم نظامی دنیا به‌صورت واژهٔ «تاکتیک» راه یافته‌است.در زبان فارسی میانه، واژهٔ «توختن» و «توزیدن» در معانی‌ای از جمله فراهم‌آوردن، جُستن، خواستن، تاخت و تاراج، حمله و هجوم آمده‌است. (ن. ک: لغت‌نامهٔ دهخدا) واژهٔ «توز» و «توختن» و «تاختن» در شاهنامهٔ فردوسی نیز با همین ریشه در مفهوم جنگ، نبرد و رزم آمده‌است.

## تفاوت راهکنش و راهبرد
اصطلاحات راهکنش و راهبرد غالباً اشتباه گرفته می شوند؛ راهکنش ابزاری عینی هستند که برای دستیابی به هدف مورد استفاده قرار می گیرند؛ در حالی که راهبرد، برنامه کلی مبارزه است که ممکن است شامل الگوهای پیچیده عملیاتی و تصمیم گیری های کلی باشد که حاکم بر اجرای راهکنش است.
به عنوان مثال، اگر هدف اصلی پیروزی در جنگ با كشور دیگری باشد، راهبرد ممكن است تضعیف توانایی ملت دیگر در جنگ با نابودی نیروهای نظامی آنها باشد؛ اما راهکنش‌ها ممکن است اقدامات انجام شده برای رسیدن به اهداف راهبرد باشند، مانند حملات غافلگیرانه بر روی تجهیزات نظامی.

## نمونه‌های راهکنش
در فرهنگ نظامی ایران‌زمین، به دلیل وجود سواره‌نظام ورزیده در زمان حاکمیت هخامنشیان، پارتیان و ساسانیان به ‌عنوان جنگاوران، تکاوران همواره در جنگ‌ها با خلق جنگ سریعِ سواره‌نظام، فاتح نبردهای بسیاری شده‌اند.
جنگ برق‌آسا به عنوان تاکتیک موثر نظامی شناخته میشود که توسط نیروهای آلمان نازی در جنگ جهانی دوم به کار برده شد.